# Curt von Stedingk
Curt Bogislaus Ludvig Christopher von Stedingk, född 26 oktober 1746 på Lentschow, Pinnows socken i Vorpommern, död 7 januari 1837 i Stockholm, var en svensk greve, militär och diplomat. Han var general av infanteriet och en av rikets herrar.

## Biografi

### Uppväxt
Curt von Stedingk föddes i Pommern som son till majoren Christopher Adam Steding och grevinnan Christina Charlotta von Schwerin. Han var gift med Ulrika Fredrika Ekström, bror till Victor von Stedingk och far till Maria Fredrica von Stedingk.
När Sverige uppträdde bland Preussens fiender i sjuåriga kriget, ingick den ännu knappt trettonårige Curt som fänrik vid kronprinsens, sedermera konungens, eget värvade regemente. Efter krigets slut begav han sig till Sverige för att i sin faders namn fordra någon ersättning för den skada familjens gods i Pommern lidit under kriget. Ändamålet med resan uppnåddes inte, men han vann en annan fördel som hade ett stort inflytande på hela hans kommande bana: han infördes vid hovet och blev en gärna sedd gäst hos den med honom jämnårige kronprinsen och dennes bröder.
Han blev student vid Uppsala universitet 1763 och utnämndes 1766 till underlöjtnant vid regementet Royal Suédois i Frankrike, där han tjänstgjorde under samma tid som vännen Axel von Fersen den yngre. Här befordrades han 1770 till kapten och 1773 till kapten-major. Året dessförinnan hade han i Sverige utnämnts till kapten vid konungens värvade regemente. År 1776 blev han överstelöjtnant och 1778 överste à la suite vid sitt regemente i Frankrike, medan han hemma, 1777, befordrades till kammarherre hos konungen och korpral vid livdrabantkåren samt 1783 till chef för karelska dragonerna.

### Militär karriär
Då Frankrike uppträdde för att bistå de amerikanska kolonierna i deras befrielsekamp mot England, reste Stedingk 1779 till Amerika som befälhavare för en infanteribrigad under greve d'Estaings överbefäl. Han utmärkte sig vid erövringen av Grenada den 3 och 4 juli samt vid stormningen av Savannah, Georgia den 9 oktober 1779. Återkommen till Frankrike mottogs han med välvilja av den kungliga familjen, erhöll orden Institution du Mérite militaire, en livstidspension på 6 000 livres samt överstefullmakt. Samtidigt befordrades han i Sverige till generaladjutant av flygeln. Amerikas Förenta Stater utnämnde honom även till medlem av Cincinnatusorden, en orden med ärftligt medlemskap för hjältarna i frihetskriget, vars insignier Gustav III nekade honom att bära, eftersom de var givna av ett revolterande folk.
Under ryska kriget 1788 förordnades von Stedingk till överbefälhavare för försvaret av Savolax och chef för Savolaxbrigaden. Vid Porrassalmi slog han 1789 tillbaka en mångdubbelt starkare rysk styrka. Den 21 juli samma år angrep han ryssarna vid Parkumäki och slog dem med en förlust av 850 man, bagage och kanoner, varpå segraren belönades med generalmajors rang. 1789 utnämndes han även till chef för Garnisonsregementet i Göteborg.
Sedan han därefter utfört några mindre träffningar, utnämndes han, då fredsunderhandlingarna skulle ta sin början, av Gustav III till svensk ambassadör i Sankt Petersburg. Här kom han på god fot med såväl kejsarinnan Katarina som hennes efterträdare kejsar Paul och ansågs slutligen vara den kanske mest inflytelserika bland Petersburgs främmande diplomater.

### I tjänst som diplomat
Stedingk befordrades till generallöjtnant 1792, utnämndes till 1794 serafimerriddare och upphöjdes 1796 till en av rikets herrar, den ende svensk som vederfarits denna utmärkelse utan att ha varit intagen på riddarhuset. Där släpptes han dock in redan året därefter som naturaliserad adelsman med namnet Von Stedingk och erhöll år 1800 friherrebrev. Kejsar Alexander i Ryssland, som allt från sitt uppstigande på tronen betraktat Stedingk mer som en av kejserliga familjens vänner än som ett främmande sändebud, utnämnde honom på en gång 1801 till riddare av sina tre förnämsta ordnar. Vid utbrottet av Gustav IV Adolfs ryska krig (Finska kriget), vilket Stedingk med alla sina övertalningar inte kunnat förhindra, lämnade han ryska hovet och deltog sedermera i undertecknandet av freden i Fredrikshamn 1809. Han upphöjdes samma år till greve. Två år tidigare köpte von Stedingk gården Elghammar och lät uppföra det nuvarande slottet i empirstil.
Efter att Gustav IV Adolf blivit avsatt samma år återvände han ånyo som Sveriges representant till Sankt Petersburg men hemkallades 1811 och utnämndes till fältmarskalk. 1813 erhöll han högsta befälet, näst kronprinsen Karl Johan, över den till Tyskland överförda svenska armén. Armén ingick i de allierade styrkorna som slogs mot Napoleon I:s Frankrike. När Karl Johan kort därefter övertog ledningen av den s.k. Norra tyska armén, fick Stedingk ensam kommandot över svenska krigsstyrkan och anförde den i de blodiga bataljerna vid Grossbeeren, Dennewitz och Leipzig. Han deltog sedermera i krigshändelserna i Holstein och marschen till Brabant samt åtföljde kronprinsen till Paris, där han med de övriga makternas ombud slöt den allmänna freden.
Sin återstående levnad tillbringade han utan andra större befattningar, men han var kansler för krigsskolan på Karlberg 1818–1826, och 1826 anförde han en beskickning till Ryssland för att beklaga kejsar Alexanders död och bevista kejsar Nikolajs kröning i Moskva. Han avled vid fyllda 90 år i Stockholm den 7 januari 1837. Såväl konungen, i egenskap av arméns högste befälhavare, som hela svenska hären anlade sorg efter Stedingk, svenska arméns nestor och vår krigsäras patriark.
Han är begravd i Björnlunda kyrka.

## Bilder

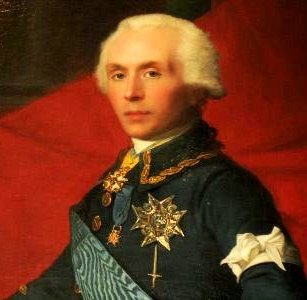
von Stedingk i uniform m/1801 för en generallöjtnant med kraschan för Serafimerorden och för Riddare med stora korset av Svärdsorden samt riddartecknet för franska Militärförtjänstorden på bröstet. Runt halsen ses Svärdsordens kommendörskors och han bär över axeln Serafimerordens band.
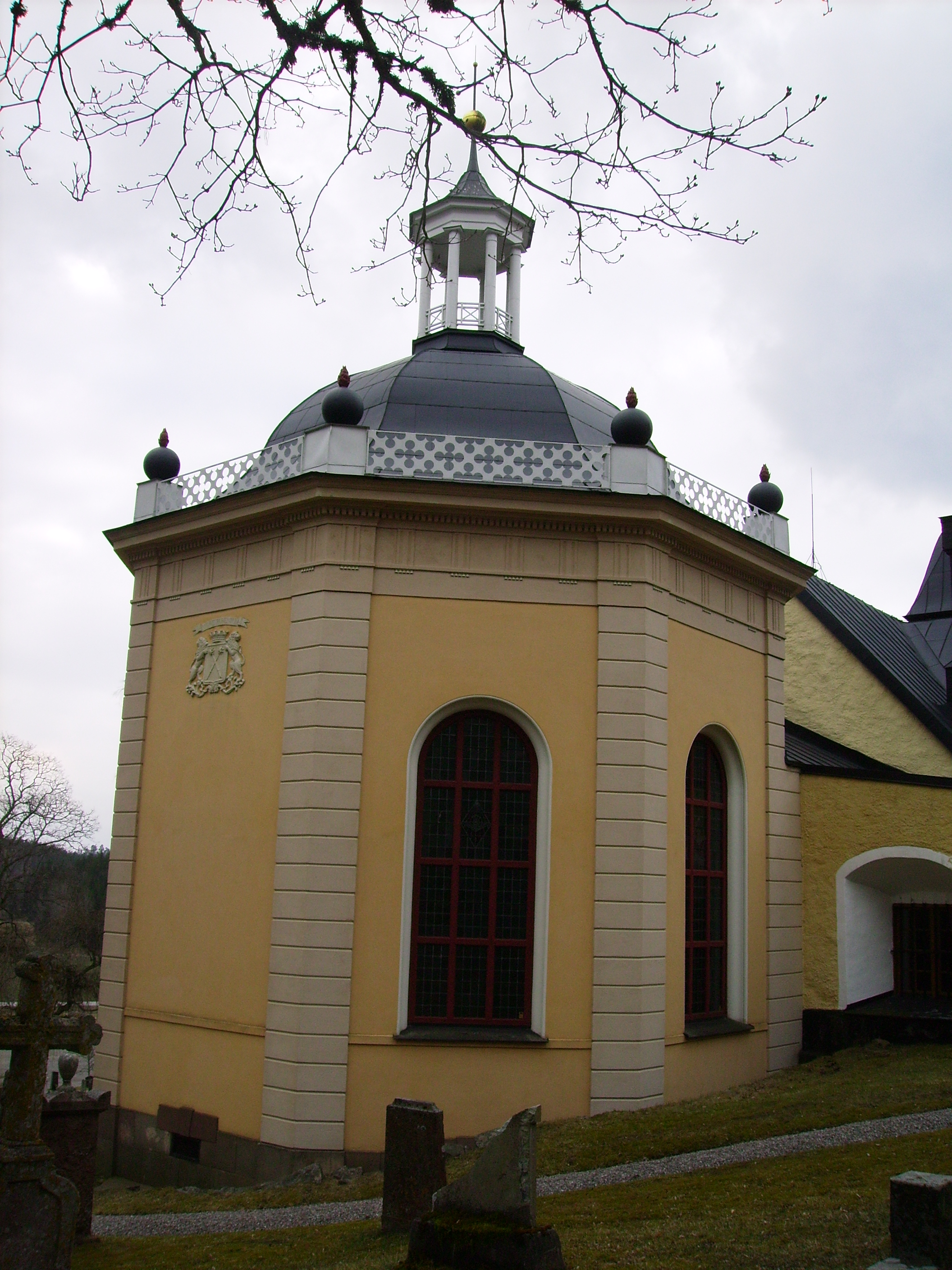
Curt von Stedingks gravvård vid Björnlunda kyrka. April 2009.

## Utmärkelser[2]
- Riddare av franska Militärförtjänstorden - 1779
- Mottagare av Nordamerikanska Cincinnatusorden - 1779
- Riddare av Svärdsorden - 28 september 1779
- Riddare med stora korset av Svärdsorden - 16 juni 1789 (Slaget vid Porrassalmi)
- Riddare och Kommendör av Kungl. Maj:ts Orden (Serafimerorden) - 24 november 1794 (Dubbades av kejsarinnan Katarina II på uppdrag av Gustav IV Adolf)
- En af rikets herrar - 30 juli 1796
- Upphöjd till friherre - 28 januari 1800 (Karlsdagen)
- Riddare av ryska Sankt Andreas orden - 1801
- Riddare av 1 klass av ryska Alexander Nevskijorden - 1801
- Riddare av 1 klass av ryska Sankt Annas orden - 1801
- Upphöjd till greve - 21 november 1809
- Riddare av Preussiska Svarta örns orden - 1814
- Riddare av första klass av Preussiska Röda örns orden - 1814